# チャド・ヘドリック
チャド・ヘドリック（Chad Hedrick, 1977年4月17日 - ）は、アメリカ合衆国のスピードスケート選手。オールラウンダーとしては世界トップクラスの実力を誇る。テキサス州ヒューストン出身。

## プロフィール
2006年トリノオリンピックでは、男子5000mで金、同10000mで銀、同1500mで銅と3つのメダルを獲得した。
2010年バンクーバーオリンピックでも、男子1000mで銅メダルを獲得した。
2005年に、1500m（1分42秒78）、3000m（3分39秒02）、5000m（6分09秒68）、10000m（12分55秒11）の4つの種目で世界新記録を樹立するが、2006年3月までに他の選手にすべて更新された。

## 自己ベスト
- 500m – 35秒52 (2009年)
- 1000m – 1分07秒33 (2009年)
- 1500m – 1分42秒14 (2009年)
- 3000m – 3分39秒02 (2005年)
- 5000m – 6分09秒68 (2005年)
- 10000m - 12分55秒11 (2005年)